# زنتسوجی، کاگاوا
زنتسوجی در استان کاگاوا در کشور ژاپن واقع شده‌است که دارای جمعیت ۳۵٬۱۸۰ نفر و مساحت ۳۹٫۸۸ کیلومتر مربع با تراکم جمعیت ۸۸۲ نفر در کیلومترمربع است و در تاریخ ۳۱ مارس ۱۹۵۴ به عنوان شهر شناخته شد.